# Palazzo Pisacane-Palmieri

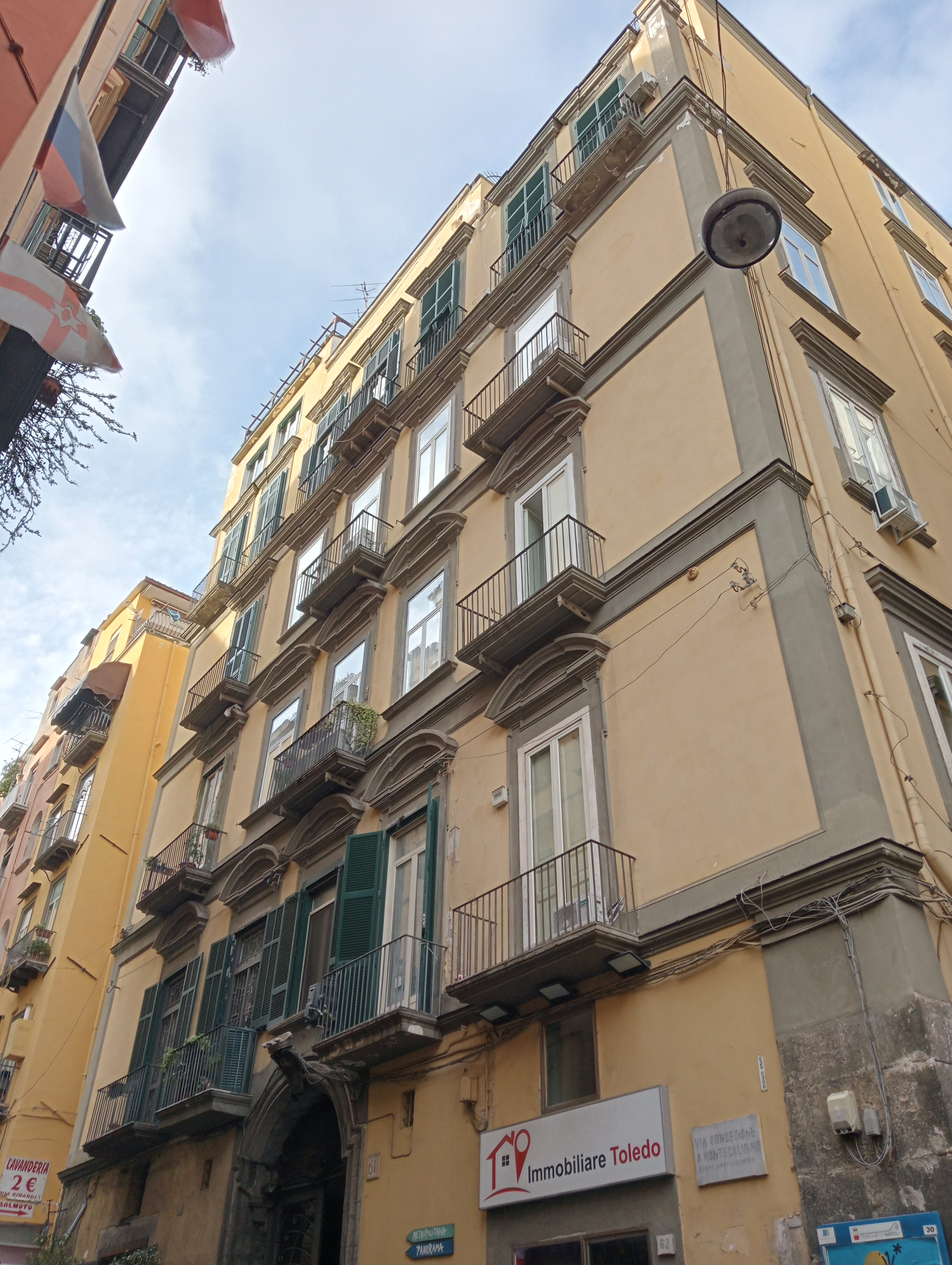
Palazzo Pisacane-Palmieri in Neapel: Fassade

Der Palazzo Pisacane-Palmieri ist ein Palast aus dem 16. Jahrhundert im Viertel Montecalvario in Neapel in der italienischen Region Kampanien. Er liegt in der Via Concezione a Montecalvario, 61.

## Geschichte
Der vermutlich in der zweiten Hälfte des 16. Jahrhunderts errichtete Palast wurde im 18. Jahrhundert radikal renoviert, wodurch er (bis auf einige Veränderungen) sein heutiges Aussehen erhielt.
Dieser Palast, der sich in gutem Erhaltungszustand befindet, erhielt seinen Namen, weil er in der ersten Hälfte des 19. Jahrhunderts der Familie des Rechtsanwaltes Raimondo Pisacane gehörte, der mit Concetta Palmieri aus der Familie der Markgrafen von Monferrato und San Secondo verheiratet war.

## Beschreibung
Die vierstöckige Fassade mit zwei Piani nobili, die sich von den anderen Stockwerken durch gebogene Tympana über den Fensterrahmen unterscheiden, hat unten ein Portal aus Piperno, auf dessen Schlussstein ein Adelswappen eingehauen ist. Nach Durchquerung des tiefen Eingangsbereiches erreicht man einen Innenhof, an dessen Rückwand in Achse mit dem Eingang sich eine schöne offene Treppe mit drei Rundbögen pro Etage, die zu den Wohnungen führt.

## Bildergalerie

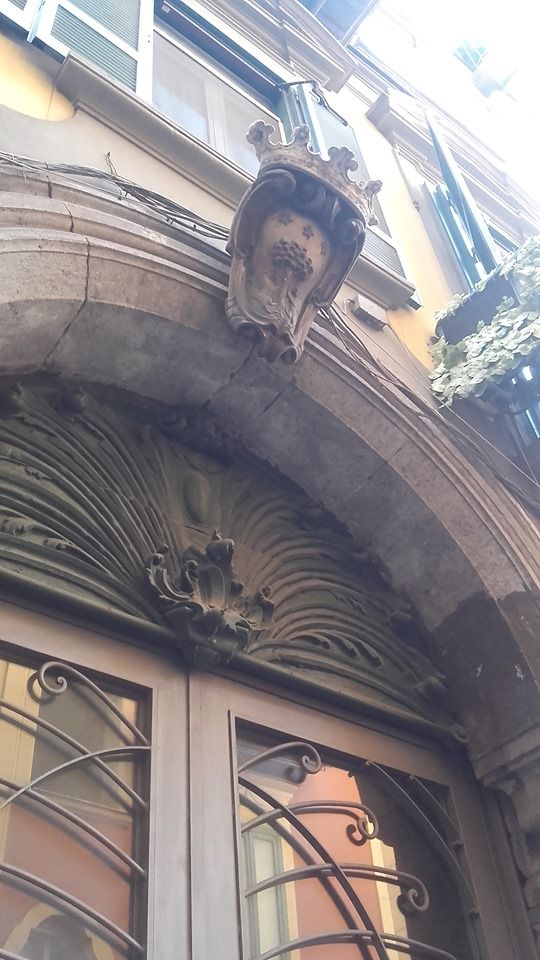
Das Wappen über dem Portal
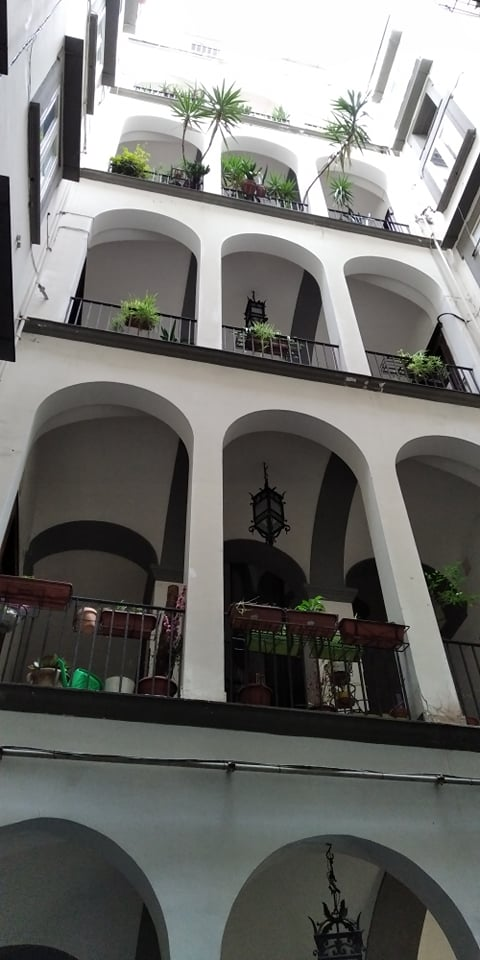
Die offene Treppe